# Zélande
Ne doit pas être confondu avec Sélande.

La Zélande (en néerlandais : Zeeland, littéralement « Terre de la mer ») est une province maritime du sud-ouest des Pays-Bas, bordée à l'ouest par la mer du Nord, au sud par la frontière belge, à l'est par le Brabant-Septentrional et au nord par la Hollande-Méridionale.

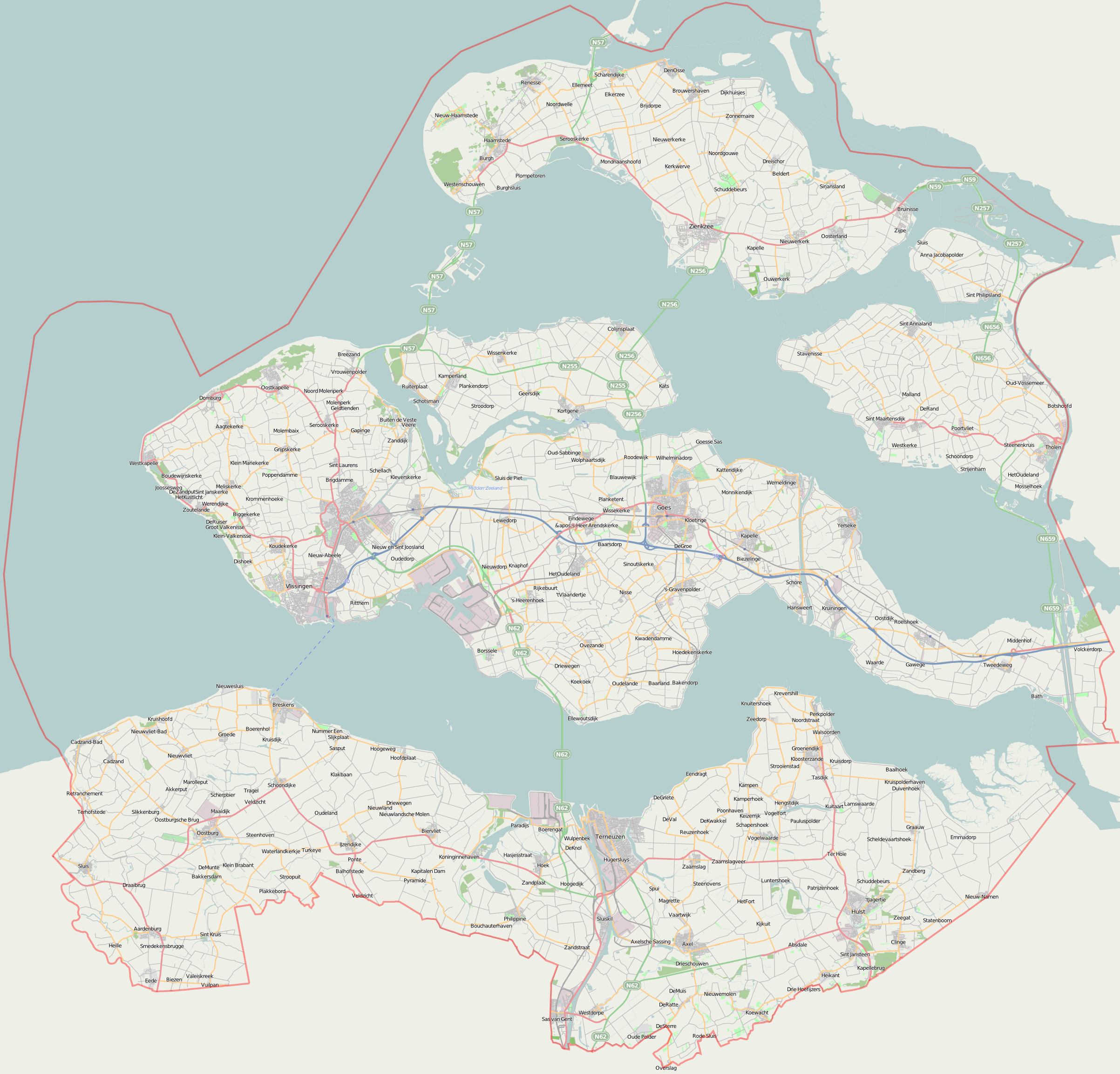
La Zélande aujourd'hui.

Les îles et presqu'îles qui constituent la Zélande sont : Beveland-du-Nord (Noord-Beveland, île), Beveland-du-Sud (Zuid-Beveland, presqu'île), Walcheren (presqu'île), Tholen (presqu'île), Sint Philipsland (presqu'île) et Schouwen-Duiveland (île). La partie continentale restante, la Flandre zélandaise (Zeeuws Vlaanderen), située sur la rive sud de l'Escaut occidental, est en réalité la portion néerlandaise de l'ancien comté de Flandre et dont le seul accès terrestre avec le reste des Pays-Bas se faisait jusqu'en 2003 en passant par la Belgique qui lui est contiguë. Depuis cette année-là, le tunnel de l'Escaut occidental, qui conduit de Terneuzen à Borsele, relie la Flandre zélandaise directement avec le reste du pays.
Le chef-lieu de la province est Middelbourg (Middelburg). Flessingue (Vlissingen) est un important port maritime, tout comme Terneuzen. Les autres grandes villes sont Hulst, Goes et Zierikzee. Le nombre d'habitants est d'environ 380 000. Dans la plus grande partie de la province, la population parle des dialectes zélandais et à Hulst on parle flamand oriental. Dans les grandes villes, le dialecte se perd petit à petit mais 60 % des Zélandais l'utilisent encore quotidiennement. Les grands travaux d'endiguement du plan Delta ont permis de relier les quatre îles ou presqu'îles principales et de mettre à l'abri des terres souvent situées au-dessous du niveau de la mer.

## Histoire

### Antiquité
Les premières traces d'occupation de la Zélande remontent aux époques celtique et romaine. En 52 av. J.-C., Jules César parvint à soumettre les Ménapiens qui occupaient alors cette région. La Gallia Belgica, dont la Zélande faisait partie, était située sur la route commerçante qui reliait la Germania Inferior (en particulier Cologne) avec la Britannia et présentait de ce fait un certain intérêt.

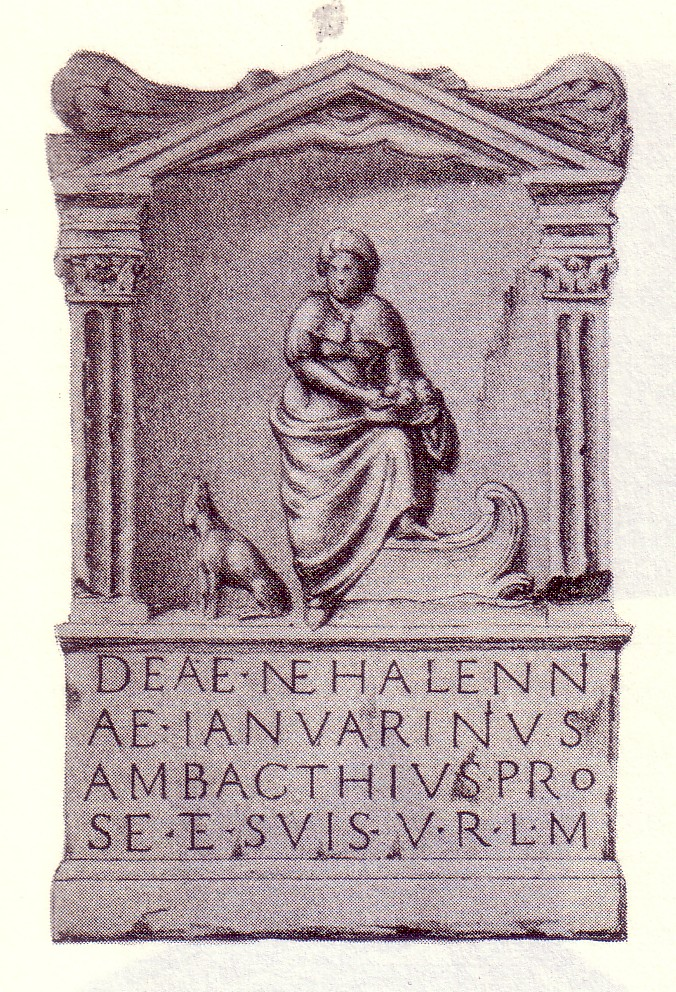
Autel de Nehalennia à Dombourg.

Nehalennia est une déesse pré-celtique ou pré-germanique dont le culte fut protégé par les Romains au cours du IIe siècle et du IIIe siècle sur le territoire du peuple des Frisiavons, actuellement la province de Zélande.
Au cours du IVe siècle, l'Empire romain déclina. Au même moment, on suppose que la Zélande s'enfonçait de plus en plus dans la mer du Nord. Ceci durera jusqu'au VIe siècle et provoqua l'exode de la population. À la fin du VIe siècle de petites colonies de marchands apparurent à nouveau et on suppose que cette fois-ci les nouveaux arrivants étaient des Frisons.

### Moyen Âge

#### De 843 à 1218: entre Flandre et Hollande
Au traité de Verdun (843), les îles de Zélande échurent à Lothaire Ier. Au traité de Meerssen (870), la Zélande revint à Charles le Chauve. Au traité de Ribemont, elle passa au royaume oriental.
Au Xe siècle, Thierry II de Frise occidentale possédait la Zélande. Vers 1018, le roi Henri II enleva Walcheren à Thierry III et le remit au comte de Flandre. Ce fief comprenait cinq îles : Walcheren proprement dit, Zuid-Beveland, Noord-Beveland, Borsele et Wolphaartsdijk. La possession de cette partie de la Zélande par les comtes de Flandre fut confirmée en 1056 par Henri IV. Elle était dès lors comprise dans la Flandre impériale.
En 1076, Robert le Frison céda à son beau-fils Thierry V de Hollande les îles méridionales de la Zélande, qui désormais constituèrent pour les comtes de Hollande un arrière-fief qu'ils relevaient de la Flandre. En échange, le comte récupéra le pays de Waes.
Vers 1157, des conflits surgirent entre le comte Florent III de Hollande et les marchands flamands. Florent avait créé sur l'Escaut oriental, à Geervliet, un tonlieu qui grevait considérablement les transports. Philippe d'Alsace, qui assurait le gouvernement de la Flandre pendant que son père était à la croisade, dirigea une expédition navale contre le comte de Hollande et en revint victorieux.
Cette guerre recommença quelques années plus tard. Florent, battu et fait prisonnier, fut ramené à Bruges où on le retint pendant deux ans. La cour des pairs de Flandre prononça la confiscation des fiefs qu'il tenait du comte, c'est-à-dire les îles zélandaises.
En 1168 seulement, grâce à la médiation du comte de Clèves, du comte de Gueldre et du vieux Thierry lui-même, un traité intervint entre Philippe et Florent. Il consacre à nouveau les droits de la Flandre sur les îles situées entre l'Escaut et la Hedenzee (Escaut oriental actuel). Le comte de Hollande demeure donc, pour la Zélande, le vassal du comte de Flandre. Le comte de Hollande ne pouvait en Zélande accorder d'exemption de prestation qu'avec l'assentiment du comte de Flandre. Ce même concours était indispensable pour les donations. Les biens vacants ou confisqués devaient être partagés entre les deux princes, de même que les revenus des cinq îles. Cependant, les deux princes avaient chacun des alleux importants dans la Zélande méridionale.
L'accord ne fut que passager, et les comtes de Hollande ne cessèrent de faire des efforts pour secouer la sujétion qui leur pesait. Thierry VII avait réussi à obtenir de Henri VI le droit de rétablir le tonlieu de Geervliet et d'y soumettre les marchands flamands (1195) ; Baudouin IX devait considérer cette mesure comme une violation de la paix de 1168, et la guerre éclata de nouveau ; mais le comte de Flandre fut battu (1197). Néanmoins, Thierry reconnut sa suzeraineté.
À sa mort, en 1203, le comte Louis de Looz, qui avait épousé sa fille Ada et qui disputait la Hollande à Guillaume, l'oncle de sa femme, chercha l'appui de la Flandre ; par un traité daté du 31 décembre 1204 et conclu avec le régent Philippe de Namur, frère de Baudouin IX, il étendit même aux îles septentrionale de la Zélande le fief flamand. Il remet en effet au comte la terre zélandaise située entre l'Escaut et la Meuse ; les habitants seront tenus, comme l'étaient déjà ceux de Walcheren (c'est-à-dire des cinq îles méridionales), de se rendre à Bruges aux plaids du comte. Louis de Looz reprend la moitié de ce territoire en fief de ce dernier.
Si la comtesse Ada, héritière de Hollande, mourait sans descendants, Walcheren retournait à la Flandre, ce qui veut dire que l'investiture datant de Robert le Frison serait, dans cette hypothèse, anéantie par extinction du fief.
En 1206, Philippe de Namur prononça un arbitrage entre les deux prétendants, Louis de Looz et Guillaume de Hollande. Il assigna au premier la Hollande et quatre îles : Scherpenisse, Duiveland, Stavenisse, Dreischor, à Guillaume, le reste de la terre située sur la rive gauche de la Meuse, et notamment les îles méridionales de la Zélande.
Louis de Looz ne parvint pas, malgré l'appui de la Flandre, à faire prévaloir ses droits et il dut abandonner l'ensemble des pays hollandais à Guillaume Ier. Il mourut en 1218.

#### De 1218 à 1256: l'émergence de la Zélande
Florent IV, qui en 1222 avait succédé à Guillaume Ier, accorda, de sa propre autorité et sans l'aveu du comte de Flandre, des chartes communales à Westkapelle et à Dombourg ; il prit indûment le titre de comte de Zélande. En 1226 cependant, il dut conclure un traité par lequel il déclarait reconnaître tous les droits que les comtes de Flandre avaient exercés jusqu'ici en commun sur la Zélande avec les comtes de Zélande.
Guillaume II, fils de Florent, pendant la minorité duquel les hostilités s'étaient essoufflées, reprit la lutte vers 1246 ; il se donna à son tour le titre de comte de Zélande et maria sa sœur Alix à Jean d'Avesnes. Les deux beaux-frères attaquèrent Rupelmonde : c'était faire revivre les prétentions de la maison de Hollande sur le pays de Waes.
Mais quand Guillaume fut élu roi des Romains en opposition à Frédéric II (octobre 1247), il ne voulut sans doute pas trop compliquer sa tâche en attirant sur la Hollande les forces de la Flandre, et il autorisa son frère Florent, qui administrait pour lui le pays, à traiter avec Marguerite. La paix conclue le 7 juillet 1248 fut confirmée par Guillaume II le 3 août et plus spécialement encore dans le courant de septembre de la même année. Cet acte ne modifia pas la situation qui existait depuis quatre-vingts ans ; il se borna à prendre des garanties sûres pour l'avenir.
Une difficulté surgissait : Guillaume se refusait à prêter le serment de vassalité, qui lui semblait contradictoire avec ses droits souverains ; il déclara toutefois, de manière expresse, que cette abstention ne pouvait porter nulle atteinte à la suzeraineté de la Flandre (19 mai 1250).
Néanmoins, les contestations étaient nombreuses sur l'interprétation de la sujétion zélandaise, et Marguerite crut nécessaire de la faire préciser le même jour, à Bruxelles, en présence de l'évêque d'Albano, légat apostolique, des évêques de Cambrai et de Châlons et de toute une cour de seigneurs. La décision interdit explicitement au comte de Hollande de créer de son chef des villes franches dans la Zélande flamande ; toute juridiction est subordonnée au concours du bailli de la comtesse, la définition des recettes à partager entre les deux princes est notablement étendue.
Guillaume, à ce moment, ne protesta pas contre ces exigences. Mais dès qu'en Allemagne, après la mort de Frédéric II, il se crut assez fort pour rompre en visière avec la Flandre, il changea d'attitude. Marguerite, qui à son refus d'hommage avait répondu par un refus analogue pour les fiefs impériaux, fut déclarée, par une sentence prononcée à la diète de Francfort le 11 juillet 1252, déchue des droits que Frédéric II lui avait reconnus au mois de juillet 1245.
Une guerre ouverte s'engage alors ; Marguerite attaque la Zélande ; ses fils Gui et Jean, défaits à Westkapelle (1er juillet 1253), demeurent prisonniers (jusqu'en 1256).
La mort de Guillaume II (28 janvier 1256) modifia la situation. Il laissait un fils mineur, Florent V, dont son frère, également nommé Florent, eut la tutelle.
La paix fut négociée la même année à Péronne par Louis IX, entre Marguerite d'une part, la Hollande et les d'Avesnes de l'autre. Le dit de Péronne (24 septembre 1256) fut la base des traités conclus le 13 octobre 1256 à Bruxelles et le 22 novembre 1257.
En ce qui concerne la Zélande, Marguerite faisait des concessions importantes, qu'elle justifiait par des projets d'union entre les deux familles. Florent, le tuteur, devait épouser l'une des petites-filles de la comtesse ; s'il mourait sans héritier, son neveu, à son tour, recevrait une fille de Gui de Dampierre, et même au cas où ce mariage demeurerait stérile, Mathilde, fille de Guillaume II, prendrait pour époux un fils de Gui.
Marguerite investissait Florent, du chef de sa tutelle et au nom de son pupille, de toutes les terres, comprises entre l'Escaut et la Hedenzee (Escaut oriental actuel), que les comtes de Hollande, ses prédécesseurs, pouvaient revendiquer comme leur domaine propre, c'est-à-dire évidemment les alleux primitifs sur lesquels ils avaient dû reconnaître la suzeraineté flamande ; de plus, elle lui remettait personnellement en fief, comme la dot de sa petite-fille, le domaine zélandais que les comtes de Flandre avaient toujours possédé, en abandonnant en même temps sur ce domaine les prérogatives et les droits de toute espèce qu'ils avaient jusqu'ici directement exercés.

#### De 1256 à 1327: la Zélande échappe à la suzeraineté flamande
Florent aîné mourut le 24 mars 1258, avant d'avoir épousé la princesse flamande qui lui avait été promise, et ce fut à son neveu Florent V qu'échut Béatrix de Dampierre.
Néanmoins, il avait promulgué une charte générale s'appliquant à la Zélande entière, c'est-à-dire aussi bien aux îles septentrionales qu'à celles de mouvance flamande. On constate qu'ainsi l'accord de 1256 avait donné à toute cette région maritime une unité qui lui avait fait défaut jusqu'ici et qu'il avait mis fin à l'intervention directe du comte de Flandre dans son administration.
Florent V, qui avait donc épousé Béatrix, fille de Gui de Dampierre, ne tarda pas à avoir à son tour des démêlés avec son beau-père au sujet de la Zélande, et bien qu'il eût contracté alliance avec Édouard Ier d'Angleterre, il chercha ensuite l'appui de Philippe le Bel ; mais il fut assassiné en 1296.
Quand son jeune fils Jean Ier lui succéda, Gui fut amené, pour s'assurer l'appui de la Hollande, à renoncer à ses droits sur les îles zélandaises. C'est ce qu'il fit par un accord du 4 mars 1299. Toutefois la renonciation ne devait produire ses effets que pour autant qu'il existât des héritiers directs du comte de Hollande, et elle devenait caduque si la succession était dévolue à une ligne collatérale.
Or, c'est précisément ce qui arriva : cette année même, Jean Ier fut emporté par la maladie (10 novembre 1299), et ses États passèrent à la maison d'Avesnes. Jean II d'Avesnes, comte de Hainaut, était fils d'Alix de Hollande, sœur de Guillaume II.
Gui revendiqua immédiatement la suzeraineté de la Zélande méridionale, mais il avait dès 1296 cédé ses droits à son fils Guyot, qui prit le titre de comte de Zélande. La campagne que ce prince entama en 1303 fut d'abord couronnée de succès ; il réussit même à s'emparer de la plus grande partie de la Hollande ; mais il perdit bientôt ses avantages et tomba entre les mains de ses adversaires. Guyot se donne néanmoins le titre de comte de Zélande jusqu'en 1310.
En cette année, Guillaume III de Hollande-Hainaut, qui avait succédé à son père Jean II d'Avesnes, paraît avoir reconnu l'antique subordination des îles zélandaises à la Flandre. Déjà, le 11 janvier 1309, le roi Henri VII, en confirmant à Robert de Béthune la possession de la Flandre impériale, y comprenait le fief de Zélande.
Cette interminable querelle ne fut définitivement tranchée qu'en 1323. Charles le Bel, qui avait réussi à s'attacher à la fois Louis de Nevers et Guillaume de Hainaut, leur imposa son arbitrage. Le traité du 6 mars 1323, qui consacra l'abandon par la maison d'Avesnes de toutes ses prétentions sur la Flandre impériale, émancipa d'autre part définitivement la Zélande de la suzeraineté flamande. Louis de Nevers renonçait même aux alleux zélandais sur lesquels la mort de son cousin Jean Ier de Hollande pouvait lui avoir assuré des droits.
De son côté, Jean de Namur déclara, en 1327, qu'il déclinait toute revendication au sujet de l'héritage de son frère utérin Gui de Zélande.
Ainsi se trouva résolue la question des cinq îles que Baudouin IV avaient reçues de Henri II, que Robert le Frison avait inféodées à son beau-fils Thierry V, et qui n'avaient cessé de jeter la discorde entre la Hollande et la Flandre.

### Époque moderne
Depuis l'ensemble des ports de la côte de Zélande (Middelbourg, Flessingue, Terneuzen) au sein des Provinces-Unies, 688 expéditions de traite négrière ont été organisées, ce qui en faisait le cinquième complexe négrier européen.

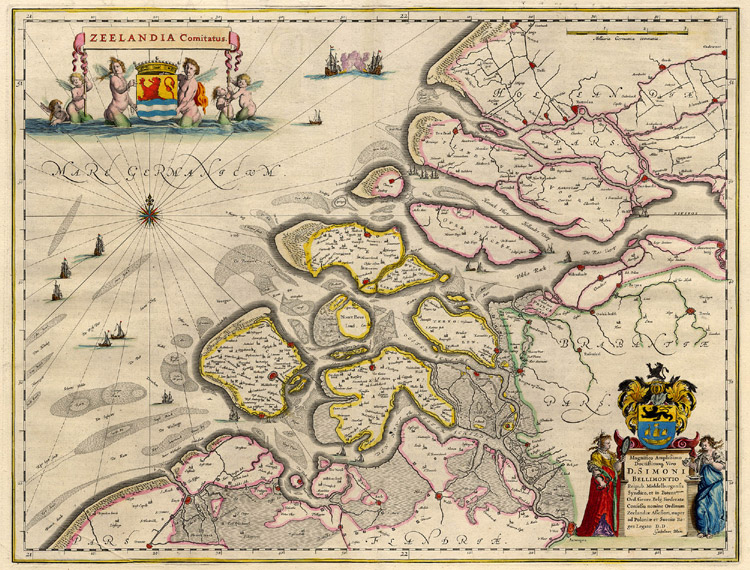
La Zélande en 1643 (avec une partie du sud de la Hollande).
Navire zélandais à l'ancre, 1643.
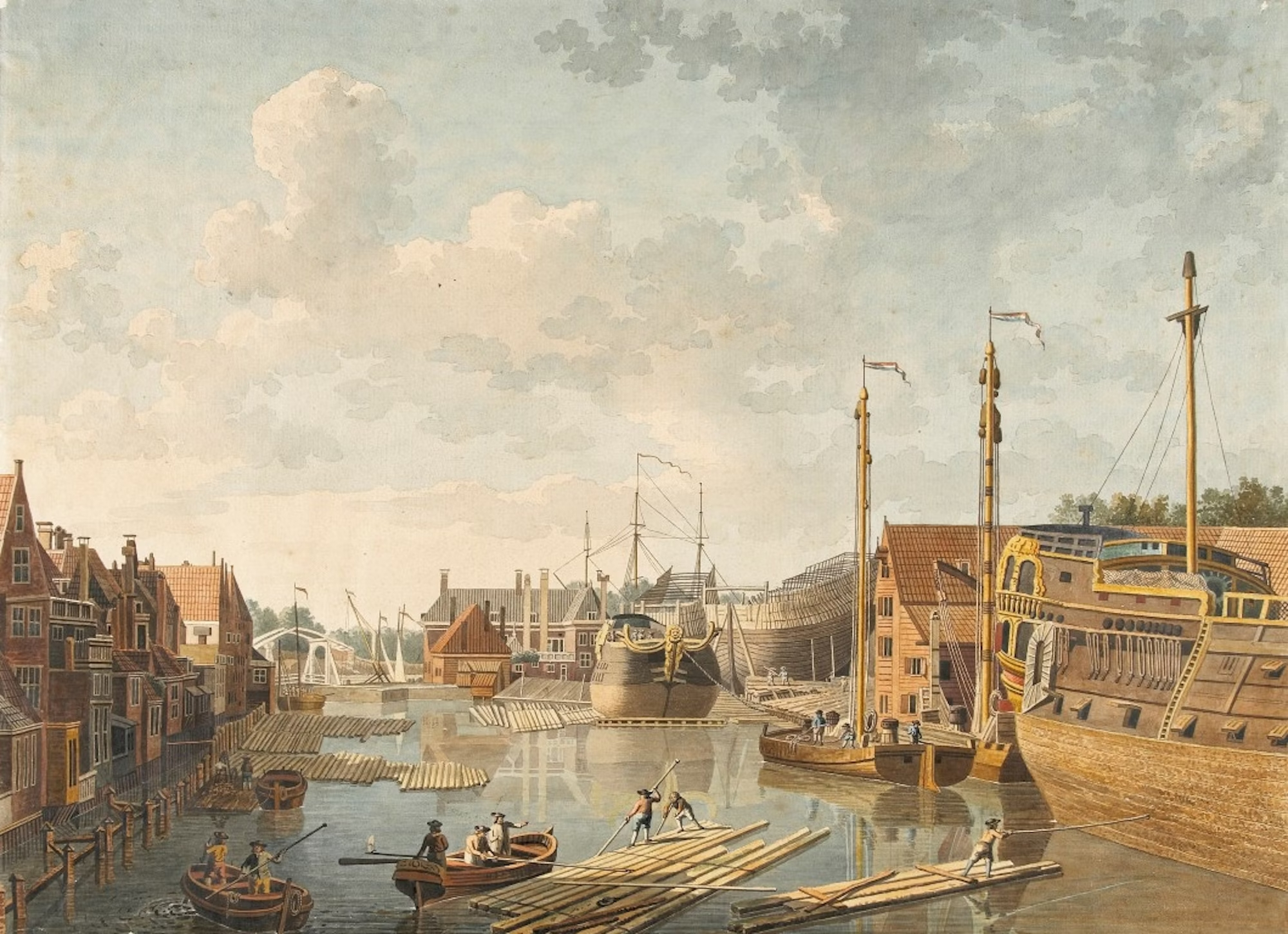
Chantier naval à Middelbourg, par Jan Arends, 1778.
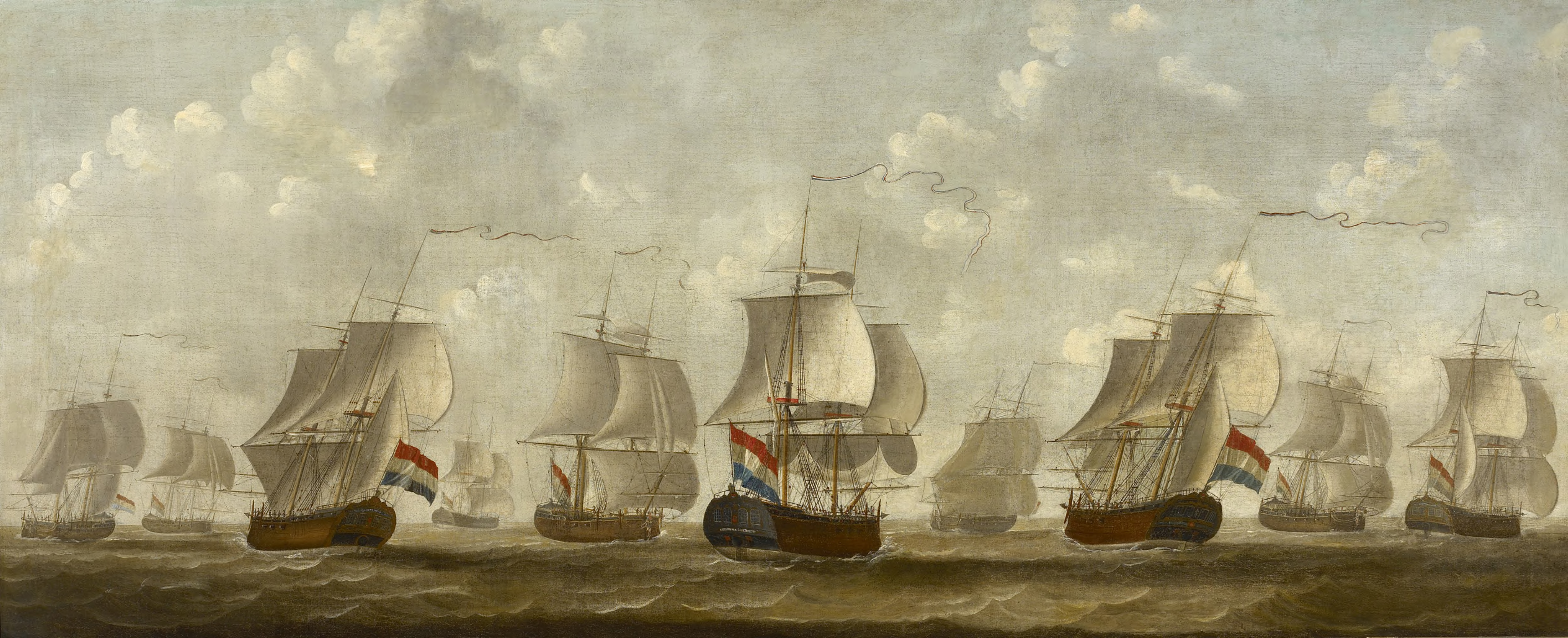
Senaux de la Middelburgsche Commercie Compagnie (en) (1767-1780).

### Époque contemporaine
Avec le développement du réseau de chemins de fer aux Pays-Bas, les îles de Zuid-Beveland et Walcheren furent reliées par des digues à la province du Brabant-Septentrional au cours du XIXe siècle. Depuis 1870, Middelbourg, Flessingue et Goes sont reliés par le rail avec Berg-op-Zoom et Rosendaël.

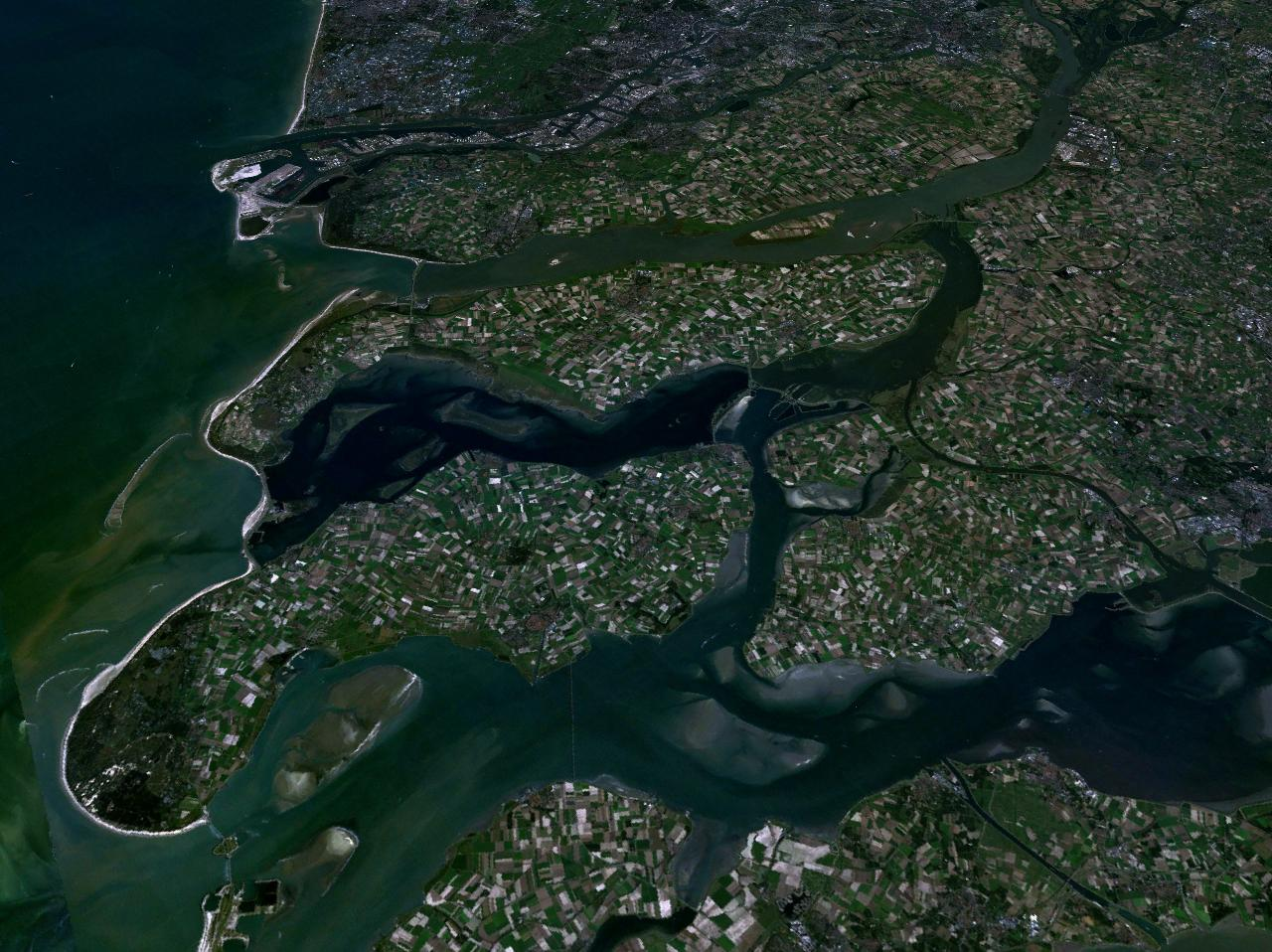
Photo satellite de la Zélande.

La Zélande, par la mission Copernicus Sentinel-2. La résolution de cette image est de 10 m. L'image présente également la Flandre zélandaise, une bande de Flandre continentale entre l’Escaut occidental et la Belgique. Les couleurs de l'eau plus légère de l'image représentent les zones peu profondes du delta avec des lits de rivières et plusieurs bancs de sable visibles. Les eaux de couleur brune indiquent une teneur en sédiments plus élevée, ce qui contraste avec les eaux plus foncées de la mer du Nord. Le port de Rotterdam, le plus grand port maritime d'Europe, est visible en haut à droite de l'image. Anvers, en Belgique, est visible en bas à droite et le quai de Bruges est visible en bas à gauche de l'image. La mosaïque de champs agricoles visibles sur les îles et sur le continent montre les champs aux différents stades de croissance ou de récolte. Le barrage de la tempête de l'Escaut oriental de 9 km (Oosterscheldekering) est visible entre les îles de Schouwen-Duiveland et Noord-Beveland. Mai 2020.

Durant la nuit du 31 janvier au 1er février 1953, la Zélande fut touchée par une catastrophe naturelle : sous l'effet de hautes marées, conjuguées avec de basses pressions atmosphériques, un raz-de-marée rompit les digues en plusieurs endroits, submergeant les îles. 1 865 personnes trouvèrent la mort et 500 000 furent sinistrées lors de la plus grande catastrophe de l'après guerre aux Pays-Bas. Pour éviter le renouvellement d'une telle catastrophe à l'avenir, le Plan Delta fut adopté en 1958. Ce plan prévoyait la construction de quatre barrages principaux ainsi que de plusieurs barrages secondaires destinés à fermer les estuaires. Ces barrages furent construits à partir de 1960 et ils eurent pour effet bénéfique d'améliorer sensiblement les liaisons de la province avec le reste des Pays-Bas, les barrages servant aussi de voie de communication. D'autre part, l'ensemble de ces barrages réduisit la côte de 700 km, créant de réservoirs d'eau douce, mettant fin à la salinité des terres, formant des plans d'eau pour la plaisance et évitant les inondations. En 1987 le projet fut clôturé avec l'achèvement de l'Oosterscheldekering (ou « barrage de l'Escaut oriental ») qui relie les îles de Schouwen-Duiveland et de Noord-Beveland ; c'est un barrage anti-tempête qui permet à la mer du nord de pénétrer dans l'estuaire d'une manière contrôlée, il permet de conserver l'écologie de l'endroit et l'activité des ostréiculteurs. La structure économique et sociale des îles de la Zélande fut depuis fortement modifiée grâce à ces nouvelles voies d'accès permanentes avec la terre ferme. En effet, les régions précédemment isolées sont à présent facilement accessibles en voiture, ce qui a également permis le fort développement du tourisme.

## Démographie
| Année (au 31 déc.) | 1960    | 1970    | 1980    | 1990    | 2000    | 2012    | 2013    |
| ------------------ | ------- | ------- | ------- | ------- | ------- | ------- | ------- |
| Population         | 283 914 | 310 318 | 351 662 | 357 454 | 374 920 | 381 077 | 380 621 |

## Communes de la province de Zélande
| 1. Borsele 2. Goes 3. Hulst 4. Kapelle 5. Middelbourg (Middelburg) | 6. Beveland-du-Nord (Noord-Beveland) 7. Reimerswaal 8. Schouwen-Duiveland 9. L'Écluse (Sluis) 10. Terneuzen | 11. Tholen 12. Veere 13. Flessingue (Vlissingen) |

Il y avait en Zélande 143 communes en 1812, il n'y en a plus que 13 en 2007.